# Écosse au Moyen Âge tardif

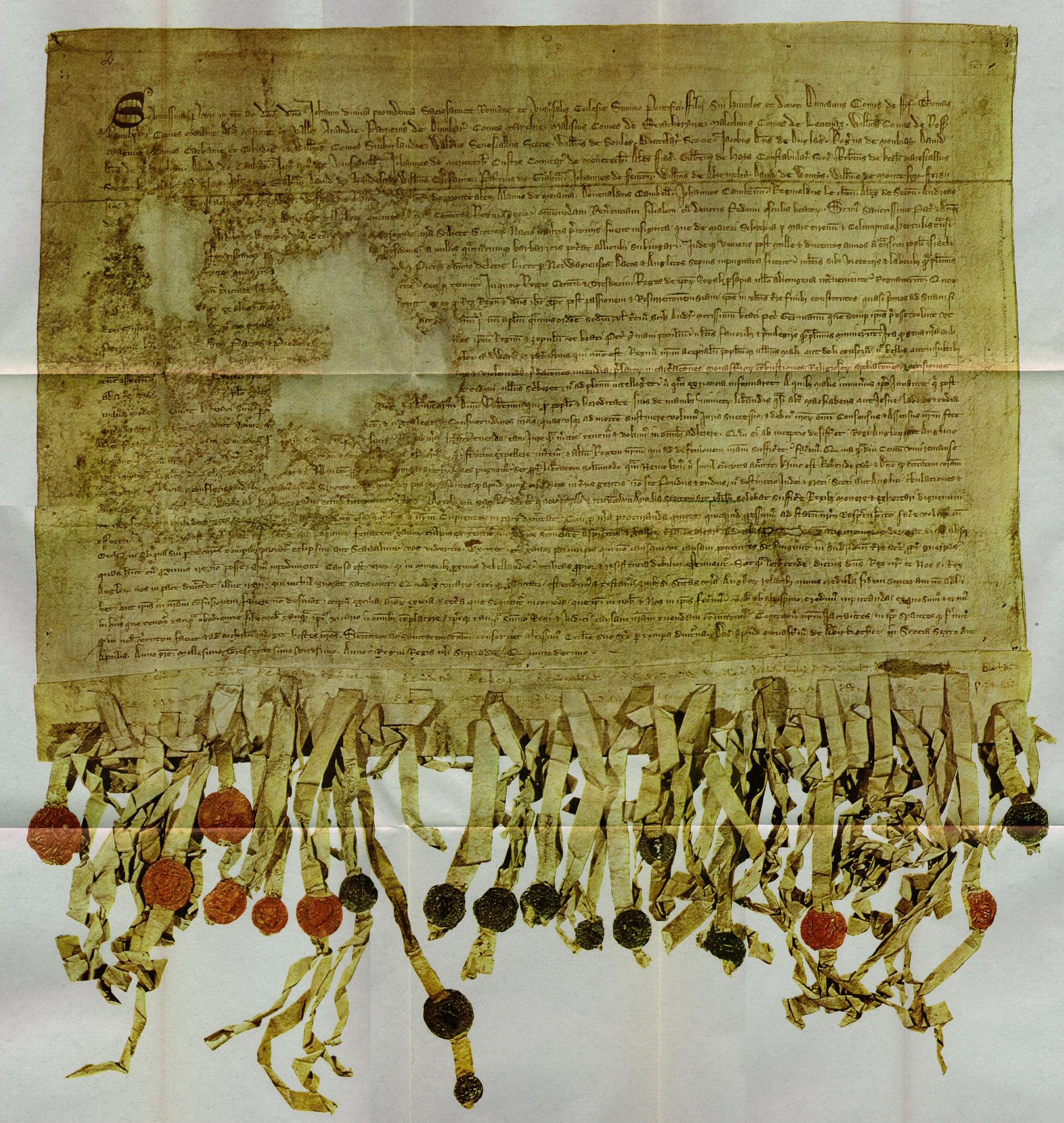
La déclaration d'Arbroath (1320) est considérée comme l'un des actes fondateurs de l'identité nationale écossaise.

L'Écosse au Moyen Âge tardif, entre la mort d'Alexandre III en 1286 et celle de Jacques IV en 1513, sort victorieuse de ses guerres d'indépendance contre l'Angleterre grâce à des chefs comme William Wallace et Robert Bruce. Sous la maison Stuart, au XVe siècle, le royaume d'Écosse connaît une histoire politique turbulente, mais la couronne parvient néanmoins à renforcer son autorité vis-à-vis des seigneurs indépendants et étend les frontières du royaume jusqu'à leur forme définitive. La mort de Jacques IV à la bataille de Flodden Field en 1513 inaugure une longue période de régence et d'instabilité politique.
L'économie écossaise se développe lentement durant cette période. Malgré la création de nombreux burghs par la couronne, l'aristocratie et l'Église, elle reste dominée par l'agriculture. L'épidémie de peste noire, qui touche l'Écosse en 1349, cause de lourdes pertes humaines, la population du royaume passant d'un peu moins d'un million d'habitants à environ 500 000 vers 1500. Les Highlands et les Lowlands développent des cultures et des systèmes sociaux distincts, chacun ayant sa langue dominante : le gaélique écossais dans les Highlands, le scots dans les Lowlands. Ce dernier devient la langue des élites et une littérature scots commence à apparaître.
Cette période marque l'émergence d'une identité nationale écossaise forte, ainsi que l'apparition de différences régionales qui jouent un rôle crucial à l'époque de la Réforme.

## Histoire politique

### Les guerres d'indépendance (1286-1371)

#### Jean Balliol

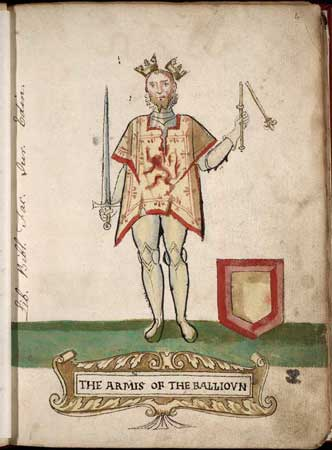
Jean Balliol dans l'Armorial de Forman (vers 1562).

La mort du roi Alexandre III en 1286, suivie par celle de sa petite-fille et héritière Marguerite en 1290, donne lieu à une crise de succession durant laquelle quatorze prétendants au trône se font connaître. Afin d'éviter la guerre civile, les barons écossais requièrent l'arbitrage du roi anglais Édouard Ier. Celui-ci en profite pour faire reconnaître l'Écosse comme fief du royaume d'Angleterre avant l'élection de Jean Balliol, celui des candidats dont les droits sont les plus forts, qui est sacré le 30 novembre 1292. Son principal adversaire, Robert de Bruce, le reconnaît à contrecœur.
Dans les années qui suivent, Édouard Ier se sert des concessions obtenues en 1290 pour saper l'autorité de Jean et l'indépendance de l'Écosse. Poussé par ses conseillers, Jean conclut une alliance avec la France contre l'Angleterre en 1295 : c'est le début de l'Auld Alliance. Édouard réagit en envahissant l'Écosse en 1296 et en forçant Jean à abdiquer. L'année suivante, William Wallace et Andrew de Moray lèvent des troupes pour combattre l'occupant anglais et lui infligent une défaite à la bataille du pont de Stirling (1297). Moray meurt de ses blessures peu après et Wallace gouverne brièvement l'Écosse au nom de Jean Balliol en tant que Gardien du royaume. Édouard Ier vient en personne mener ses troupes et remporte la bataille de Falkirk (1298) contre Wallace, qui parvient à s'échapper. Il est fait prisonnier et exécuté pour haute trahison en 1305.

#### RobertIer

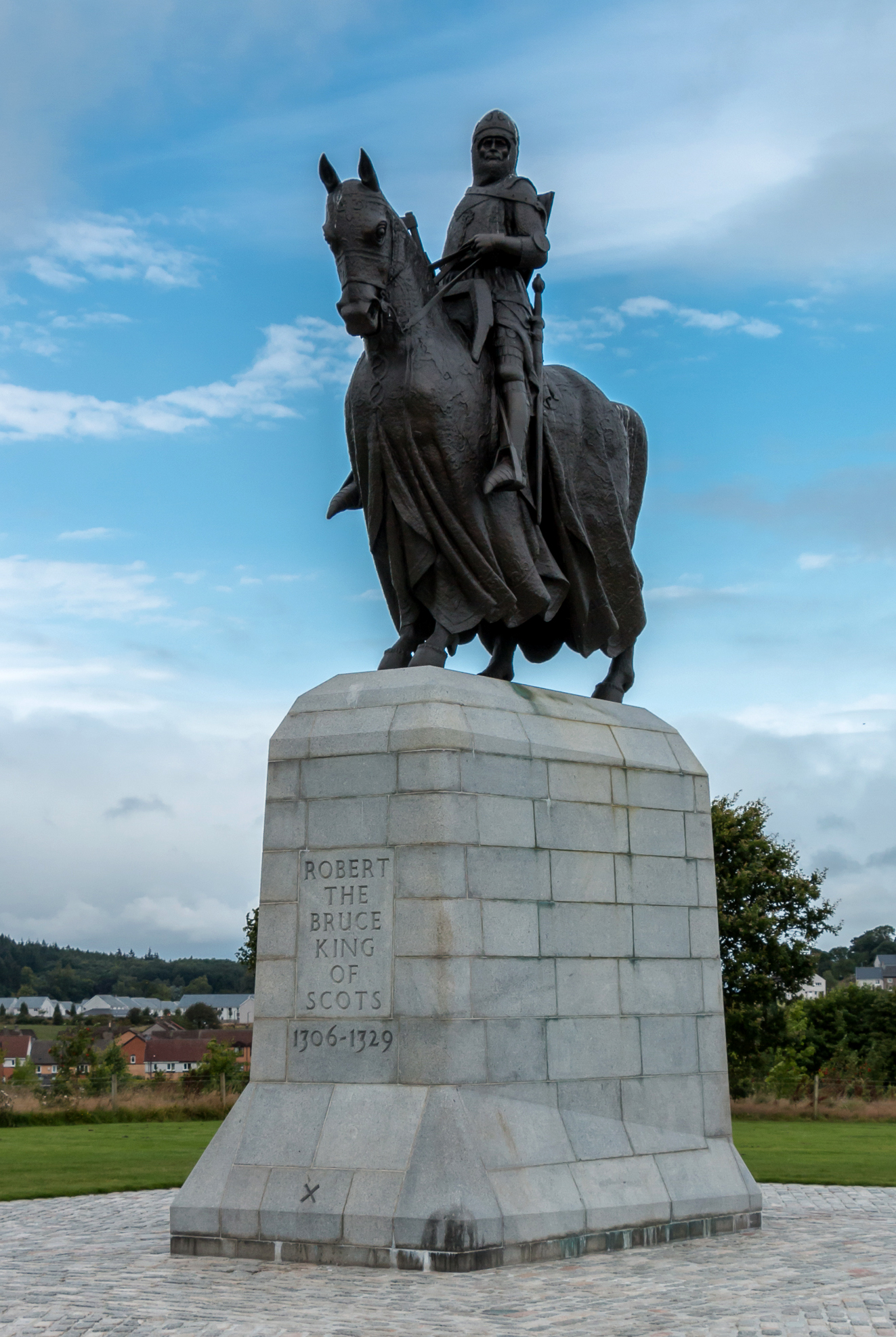
La statue de Robert Bruce sur le champ de bataille de Bannockburn.

Deux rivaux remplacent Wallace en tant que Gardiens du royaume : John Comyn et Robert Bruce, le petit-fils du prétendant de 1290. Comyn est assassiné le 10 février 1306 avec la participation de Bruce, qui est sacré roi le 25 mars à Scone. Sa petite armée est battue à la bataille de Methven par Édouard Ier, qui envahit à nouveau l'Écosse. Bien que le pape Clément V excommunie Robert et ses partisans, il ne cesse de gagner des soutiens, parmi lesquels les grands barons James Douglas et Thomas Randolph. En 1314, seuls les châteaux de Bothwell et Stirling sont encore contrôlés par les Anglais. Cette année-là, Édouard II, le fils d'Édouard Ier (mort en 1307), mène une nouvelle armée anglaise en Écosse pour lever le siège de Stirling. Il est vaincu par les troupes de Robert à la bataille de Bannockburn le 24 juin. Cette victoire assure l'indépendance de facto du royaume d'Écosse.
En 1320, la noblesse écossaise adresse la déclaration d'Arbroath au pape Jean XXII. Celui-ci, convaincu, annule l'excommunication prononcée par son prédécesseur, ainsi que les différents actes de soumission de rois écossais à des rois anglais, de sorte que l'Écosse puisse apparaître comme un royaume indépendant aux yeux des autres cours européennes. La déclaration d'Arbroath est considérée comme une étape majeure dans l'apparition d'une conscience nationale écossaise. Robert Ier et son frère Édouard mènent des raids en Irlande et dans le Nord de l'Angleterre. Si la tentative d'Édouard de se faire reconnaître haut-roi d'Irlande se solde par un échec, la victoire écossaise de Stanhope Park, en août 1327, quelques mois après la déposition d'Édouard II au profit de son fils mineur Édouard III, convainc les Anglais de la nécessité de négocier. Par le traité d'Édimbourg-Northampton, signé en mai 1328, ils reconnaissent l'Écosse comme un royaume indépendant et Robert Ier comme son roi.

#### David II

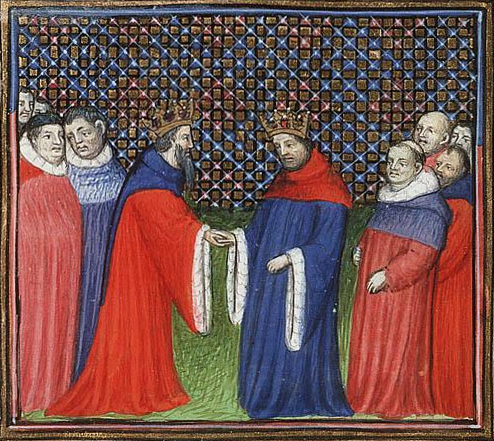
David II reconnaissant la suzeraineté d'Édouard III (enluminure des Chroniques de Jean Froissart).

À la mort de Robert Ier, en 1329, son fils de cinq ans David II lui succède. Sa minorité est marquée par plusieurs invasions anglaises ayant pour prétexte l'installation sur le trône d'Édouard Balliol, le fils de Jean. Malgré leurs victoires à Dupplin Moor (1332) et Halidon Hill (1333), les Anglais ne parviennent pas à assurer de manière définitive la couronne à Balliol, et Édouard III se désintéresse du sort de son protégé lorsque la guerre de Cent Ans éclate. Rentré d'exil en 1341, David II envahit l'Angleterre en 1346 pour venir en aide à son allié Philippe VI de Valois. Son armée est écrasée à la bataille de Neville's Cross et il est fait prisonnier. Durant ses 11 années de captivité, son cousin Robert Stewart assure la régence.
Édouard Balliol abandonne ses droits sur le trône écossais en 1356 et David II est libéré l'année suivante contre une rançon de 100 000 marks, sans avoir dû prêter serment d'allégeance à Édouard III. Comme il n'est pas en mesure de payer cette rançon, il commence à négocier avec l'Angleterre l'élection d'un roi anglais sur le trône écossais, puisqu'il n'a pas d'enfants pour lui succéder. Sa première femme, Jeanne de la Tour, meurt en 1362 et il se remarie avec Marguerite Drummond en 1364, une union qui sème le trouble entre le roi et une partie de ses vassaux, dont son cousin Robert Stewart. La mort inattendue de David en 1371 met un terme au règne de la dynastie Bruce.

### Les Stewart (1371-1513)

#### Robert II, Robert III et JacquesIer

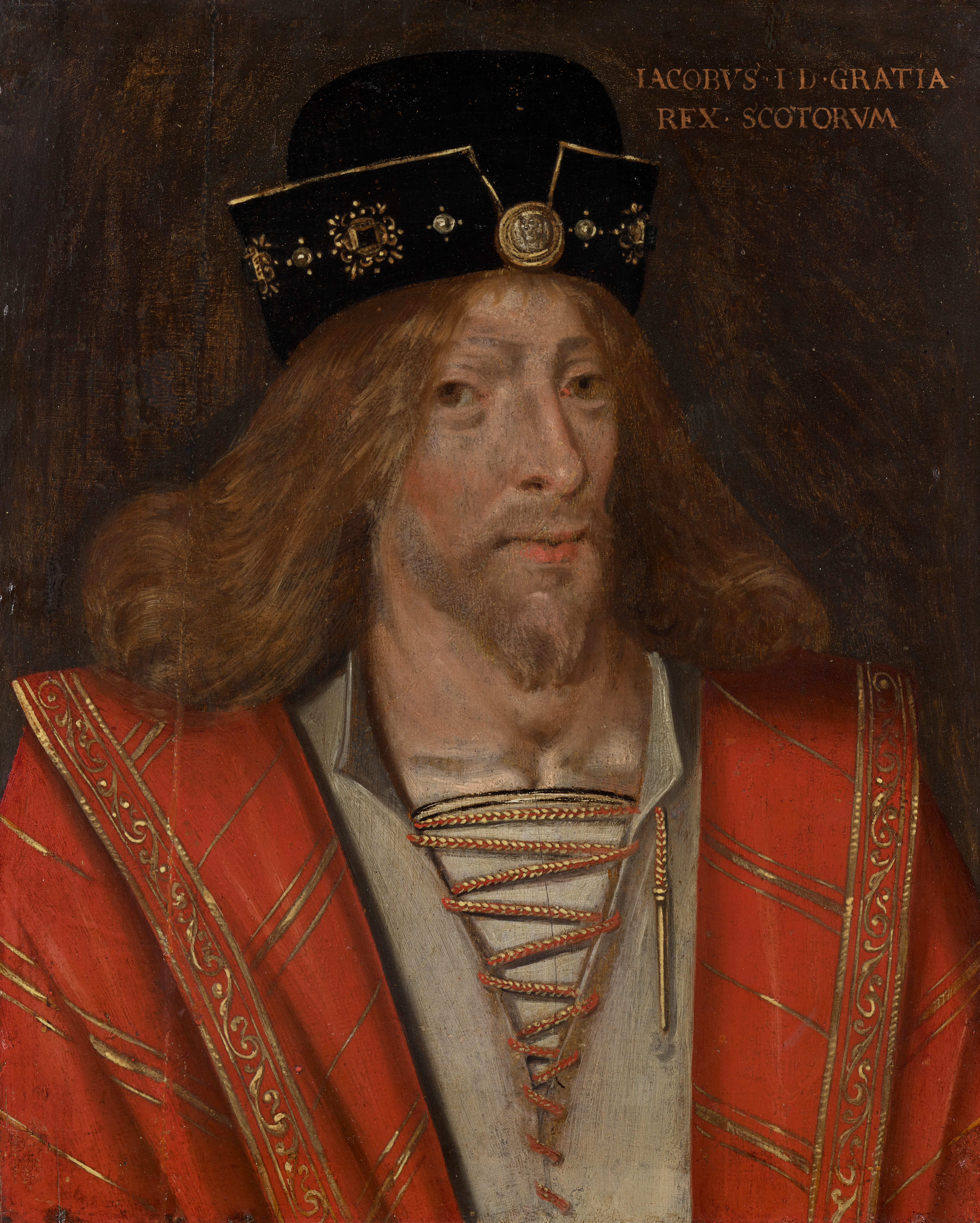
Jacques Ier.

Robert Stewart, petit-fils par sa mère de Robert Ier, monte sur le trône à la mort de David II. Son fils Jean, le comte de Carrick, est impatient de lui succéder (il a 53 ans) et parvient à se faire nommer lieutenant du royaume en 1384. La mort de son allié James Douglas à la bataille d'Otterburn en 1388 affaiblit sa position au profit de son frère Robert, comte de Fife, qui lui succède comme lieutenant. À la mort de Robert II en 1390, Jean accède au pouvoir et prend le nom de Robert III, mais son frère, désormais titré duc d'Albany, reste en position de force. Après la mort suspecte de son fils aîné David en 1402, le roi décide d'envoyer son deuxième fils Jacques en sécurité en France, mais son navire est intercepté par les Anglais et le prince reste leur prisonnier pendant 18 ans. Aussi, lorsque Robert III meurt, en 1406, l'Écosse est-elle gouvernée par une série de régents jusqu'à la libération de Jacques. Cette période voit le pays sombrer dans l'instabilité.
Libéré en 1424, Jacques Ier arrive en Écosse décidé à asseoir son autorité. Il annule plusieurs privilèges accordés par ses régents, affaiblissant notamment la position de la branche du duc d'Albany Murdoch, le fils de Robert. Murdoch et ses deux fils sont jugés et exécutés pour haute trahison en 1425 à l'instigation du roi. D'autres arrestations et confiscations suivent. Finalement, après avoir subi une défaite humiliante au siège de Roxburgh, Jacques Ier est assassiné le 20 février 1437 par Robert Graham, un conseiller membre d'une conspiration de mécontents.

#### Jacques II

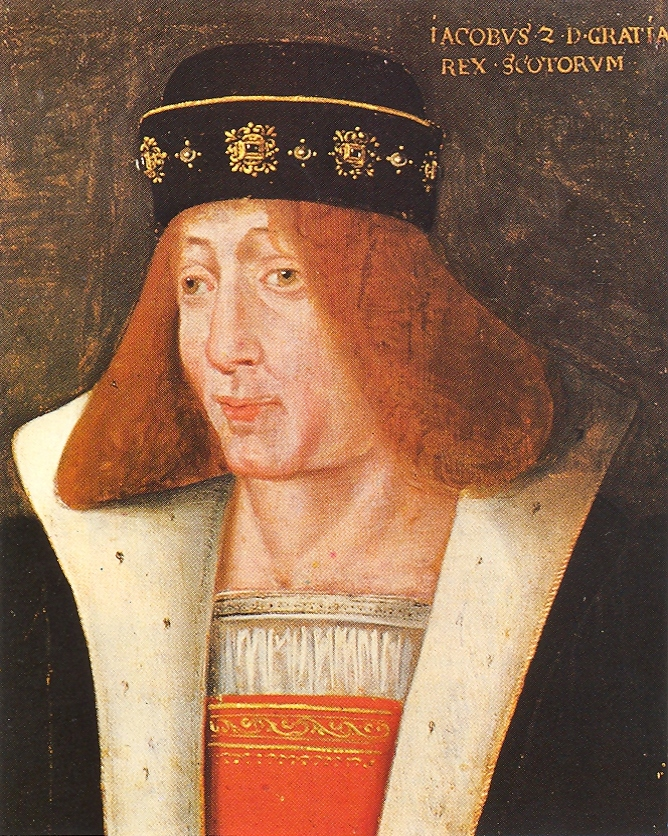
Jacques II.

Jacques II devient ainsi roi à l'âge de sept ans. Après l'exécution de plusieurs conspirateurs (réels ou soupçonnés), le pouvoir est concentré entre les mains du lieutenant-général du royaume Archibald Douglas. À sa mort, en 1439, le pouvoir est partagé entre les Douglas, le Lord chancelier William Crichton et Alexander Livingston de Callendar. Une conspiration visant à chasser les Douglas du pouvoir débouche sur le « Dîner Noir » d'Édimbourg : le 25 novembre 1440, William Douglas et son frère David sont assassinés au terme d'un simulacre de procès organisé par Crichton et Livingston. Le principal bénéficiaire de ces meurtres est James Douglas, l'oncle des deux victimes, qui récupère le titre de comte de Douglas et devient le plus puissant baron d'Écosse.
Bien que Jacques II soit déclaré majeur en 1449, les Douglas renforcent leur emprise sur le pouvoir. C'est le début d'une lutte âpre qui débouche sur le meurtre de William Douglas (le fils de James, mort en 1443) le 22 février 1452 au château de Stirling. Le roi s'efforce par la suite de confisquer les terres des Douglas, mais il subit plusieurs revers humiliants. Il finit par gagner à sa cause les alliés des Douglas en leur promettant domaines, titres et charges et les forces royales remportent une victoire décisive à la bataille d'Arkinholm, le 1er mai 1455. Par la suite, Jacques II fait preuve d'une grande activité, parcourant son pays en tous sens pour rendre la justice. Certaines pratiques impopulaires du règne de son fils, comme le commerce des indulgences, pourraient remonter à son époque. Dans le domaine militaire, ses projets ambitieux de conquête des Orcades, des Shetland et de l'île de Man ne débouchent sur rien. En revanche, le siège de Roxburgh, en août 1460, est une réussite, mais le roi y est tué par un canon défectueux.

#### Jacques III

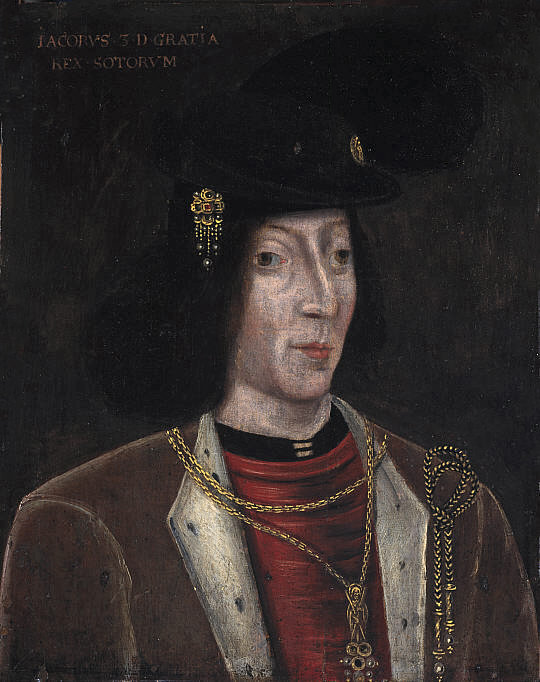
Jacques III.

Son fils devient roi sous le nom de Jacques III. La reine-mère, Marie d'Egmont, assure la régence jusqu'à sa propre mort, en 1463. La famille Boyd prend ensuite l'ascendant : Robert Boyd fait titrer son fils Thomas comte d'Arran et obtient pour lui la main de Marie Stuart, la sœur du roi. Ce dernier profite d'un voyage à l'étranger de Robert et Thomas Boyd pour prendre les rênes du pouvoir en ordonnant l'exécution de plusieurs membres de la famille Boyd. Partisan d'un rapprochement avec l'Angleterre, il organise les fiançailles de son fils Jacques avec Cécile d'York, la fille d'Édouard IV. Ce changement de politique est très impopulaire en Écosse.
Les années 1470 sont marquées par la détérioration des relations entre le roi et ses deux frères cadets, le duc d'Albany Alexandre et le comte de Mar Jean. Après la mort dans des circonstances suspectes de Jean, Alexandre est accusé de haute trahison et s'enfuit en France en 1479. L'embellie anglo-écossaise prend fin vers la même période et une armée anglaise menée par le duc de Gloucester Richard, frère d'Édouard IV, envahit l'Écosse avec Alexandre dans ses bagages. Jacques est emprisonné par ses propres sujets au château d'Édimbourg et son frère reçoit la charge de lieutenant-général du royaume. Ayant repris Berwick-upon-Tweed aux Écossais, les Anglais se retirent. Privé de leur soutien, Alexandre prend la fuite et Jacques parvient à reprendre le contrôle du pays. Il s'aliène le soutien de plusieurs barons en résidant de manière permanente à Édimbourg, refusant de parcourir son royaume pour rendre la justice. Il procède à une dévaluation de la monnaie, déclenchant vraisemblablement une crise financière, persiste à rechercher une alliance anglaise et renvoie plusieurs de ses principaux soutiens, dont le chancelier Colin Campbell. La situation atteint son paroxysme lorsque les barons mécontents lèvent une armée contre le roi en prétendant agir au nom de son fils et héritier. Lors de la bataille de Sauchieburn, le 11 juin 1488, Jacques III est vaincu et tué.

#### Jacques IV

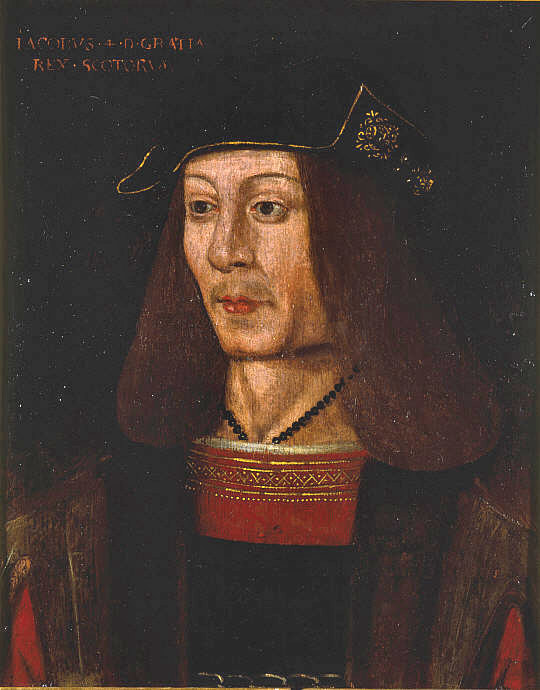
Jacques IV.

Jacques IV monte sur le trône à l'âge de 15 ans, mais fait très tôt preuve d'initiative et d'indépendance. Son règne voit la culture écossaise connaître une efflorescence inspirée par la Renaissance. Contrairement à son père, il parcourt son royaume pour rendre la justice. Il parvient à asseoir définitivement l'autorité de la couronne écossaise sur la seigneurie des Îles avec le soutien du comte de Huntly Alexander Gordon. En 1507, tous ses rivaux dans la région ont été chassés ou capturés.
Les relations avec l'Angleterre dominent la politique étrangère de Jacques IV. Il soutient brièvement le prétendant Perkin Warbeck, allant jusqu'à envahir l'Angleterre en 1496, mais il établit très vite de bonnes relations avec Henri VII. Les deux rois concluent un traité de Paix perpétuelle en 1502 et Jacques épouse Marguerite Tudor, la fille d'Henri, l'année suivante. Cependant, les relations anglo-écossaises se dégradent après l'avènement d'Henri VIII et l'Auld Alliance est renouvelée en 1512. Jacques IV se retrouve pris entre deux feux lorsque le pape forme une Sainte Ligue qui inclut l'Angleterre pour lutter contre la France. Ayant choisi d'honorer l'alliance française, il est excommunié par le pape. Sa grande armée traverse la frontière anglo-écossaise à la fin du mois d'août 1513 et s'empare du château de Norham grâce à son artillerie. Le 9 septembre, la bataille de Flodden Field se solde par un désastre pour les Écossais, qui sont vaincus et perdent environ 10 000 hommes, dont une grande partie la noblesse écossaise et le roi lui-même. C'est le début d'une nouvelle régence au nom d'un enfant-roi, Jacques V, âgé de seulement dix-sept mois.

## Géographie

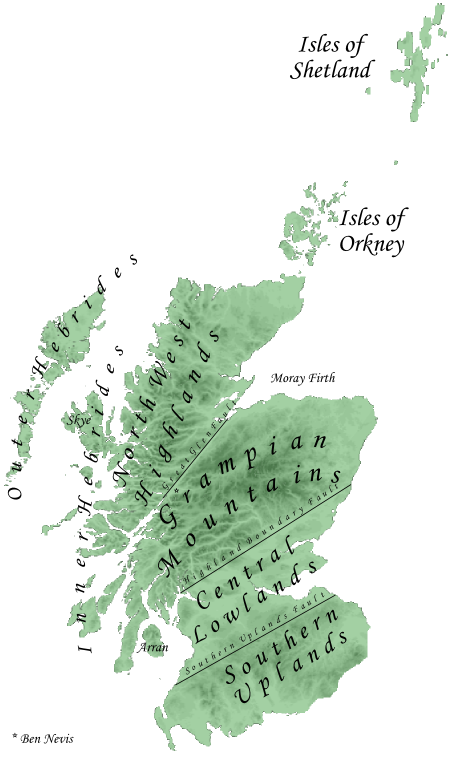
Carte des régions naturelles d'Écosse.

L'Écosse est divisée entre deux régions naturelles distinctes : les Highlands au nord et à l'ouest, auxquels est rattachés l'archipel des Hébrides, et les Lowlands au sud et à l'est. La grande ligne de faille du Great Glen sépare encore les Highlands entre Northwest Highlands et monts Grampians. Les Lowlands comprennent quant à eux la région fertile des Central Lowlands et le terrain plus accidenté des Southern Uplands, qui comprennent notamment les monts Cheviot où finit par s'établir la frontière anglo-écossaise. La bande fertile des Central Lowlands, qui mesure en moyenne 80 km de large, concentre la majeure partie des terres agricoles de qualité, ainsi que les voies de communication les plus praticables. C'est donc dans cette région que l'urbanisation se concentre, de même que les différents aspects du gouvernement. Le reste du pays est moins avancé économiquement et plus difficile à gouverner, mais il constitue également un atout pour le pays. Les Southern Uplands, difficiles à franchir, protègent les Central Lowlands des raids anglais, tandis que les Highlands servent de refuge et de base arrière lors des grandes invasions anglaises : ni Édouard Ier, ni Édouard III ne parviennent jamais à les soumettre. Néanmoins, c'est une épée à double tranchant, car les Highlands sont également plus difficiles à gouverner pour les rois écossais. Après la fin des guerres d'indépendance, l'histoire politique du pays est dominée par les efforts des rois pour écraser les particularismes de ces régions.
C'est durant le Moyen Âge tardif que les frontières de l'Écosse atteignent peu ou prou leur configuration définitive. L'île de Man passe sous contrôle anglais au XIVe siècle et le reste malgré plusieurs tentatives de reconquête. Une bonne partie des Lowlands est annexée par l'Angleterre d'Édouard III, mais ces pertes sont progressivement reconquises, notamment durant la guerre des Deux-Roses (1455-1485). La dernière grande acquisition du royaume prend place en 1468, lorsque Jacques III reçoit les Orcades et les Shetland comme dot de sa nouvelle femme Marguerite de Danemark. Après plusieurs va-et-vient entre les deux royaumes, la ville frontalière de Berwick-upon-Tweed, premier port d'Écosse, est reprise pour de bon par les Anglais en 1482.

## Démographie
En l'absence d'un gouvernement et d'une bureaucratie aussi développés qu'en Angleterre, la démographie de l'Écosse jusqu'au XVIIIe siècle doit être reconstituée à partir de preuves peu nombreuses et peu détaillées. Il est raisonnable de penser que les populations des deux royaumes sont proportionnelles à la superficie de leurs terres arables. Puisque l'Angleterre en compte six fois plus, la population écossaise serait donc équivalente au sixième de la population anglaise, soit un peu moins d'un million d'habitants à son apogée, juste avant l'arrivée de la Peste noire en 1349. Les conséquences de cette épidémie ne sont pas documentées de manière précise, mais on trouve de nombreuses références à des terres abandonnées dans les décennies qui suivent. Si l'on prend pour modèle la situation en Angleterre ici aussi, la population pourrait avoir chuté à 500 000 habitants à la fin du XVe siècle.
La population est répartie de manière relativement uniforme sur le territoire du pays, avec la moitié des Écossais vivant au nord de la Tay. Les régions du Nord ne sont vidées de leurs habitants que plusieurs siècles plus tard, après les Highland Clearances et la révolution industrielle. La cinquantaine de burghs qui existent au début du Moyen Âge tardif, principalement dans le sud et dans l'est, abritent peut-être 10 % de la population écossaise. Leur population moyenne est estimée à 2 000 habitants, mais beaucoup ne dépassent sans doute pas les 1 000. La plus grande ville d'Écosse, Édimbourg, compte peut-être un peu plus de 10 000 habitants à la fin du Moyen Âge
[réf. souhaitée].

## Économie

### Agriculture
Bien que l'Écosse occupe le tiers de la superficie de l'île de Grande-Bretagne, elle ne comprend qu'entre 15 et 20 % des terres propices à l'agriculture ou à l'élevage. Par conséquent, son économie médiévale repose fondamentalement sur une agriculture pastorale et, du fait de son littoral étendu, sur la pêche
[réf. souhaitée]. Le commerce entre les différentes régions du pays est très faible en raison du terrain difficile, du réseau routier peu développé et des moyens de transport rudimentaires. La majorité des villes et villages dépendent donc de la production locale, avec rarement des surplus permettant de faire des réserves pour les mauvaises années. L'unité de base de la vie agricole est appelée farmtoun dans les Lowlands et baile dans les Highlands : il s'agit de rassemblements d'une poignée de familles qui exploitent en commun une surface théoriquement valable pour deux ou trois équipes de laboureurs, divisée en run-rigs, des bandes de terrain communément découpées en suivant les pentes, afin de comprendre des terres plus humides et d'autres plus sèches, ce qui réduit l'impact des événements climatiques extrêmes. Il existe deux types de terrains : infield, cultivé en permanence, et outfield, où alternent cultures et jachère
[réf. souhaitée]. Les labours s'effectuent en majorité avec une charrue en bois lourd au coutre de fer, tirée par des bœufs (plus efficaces et moins coûteux à nourrir que des chevaux). Parmi les obligations dues au seigneur local, les paysans doivent fournir leurs bœufs pour labourer ses terres une fois par an. Ils sont également obligés de moudre leur blé dans son moulin, une obligation particulièrement mal perçue. L'économie rurale semble connaître une période de croissance au XIIIe siècle, ainsi qu'après la Peste noire, mais les revenus connaissent une chute drastique dans les années 1360, ce dont témoignent les bénéfices cléricaux, qui perdent du tiers à la moitié de leur valeur par rapport au début du XIIIe siècle. La situation se rétablit lentement au cours du XVe siècle.

### Les burghs
La plupart des burghs se trouvent sur la côte est du pays. C'est le cas des plus grands et des plus prospères : Aberdeen, Perth, Édimbourg, dont la croissance est favorisée par le commerce avec l'Europe continentale. Au sud-ouest, Glasgow commence à se développer et Ayr et Kirkcudbright entretiennent des relations irrégulières avec l'Espagne et la France, mais le commerce naval avec l'Irlande reste beaucoup moins profitable. Outre les burghs royaux, cette période voit proliférer les burghs baronniaux et ecclésiastique : 51 sont fondés entre 1450 et 1516. Ils sont dans l'ensemble beaucoup plus petits que leurs équivalents royaux. Coupés du commerce international, ils accueillent surtout des marchés locaux et des petits artisans
[réf. souhaitée].
La majeure partie du commerce des burghs se fait avec leur arrière-pays, qui leur fournit nourriture et matières premières. La laine est l'une des principales exportations des burghs au début du Moyen Âge tardif, mais l'arrivée de la gale porte un coup sérieux à ce commerce. Les exportations déclinent à partir du début du XVe siècle, puis, après une période de stabilité, connaissent une nouvelle période de décroissance au début du XVIe siècle, lorsque les marchés néerlandais s'effondrent. Alors qu'en Angleterre, ces événements donnent naissance à une production de tissu à grande échelle, ce n'est pas le cas en Écosse, où seuls des tissus de qualité médiocre semblent avoir été produits en quantités significatives.

### Artisanat, industrie et commerce
L'artisanat reste peu développé dans l'Écosse du Moyen Âge tardif, malgré l'apparition des premières fonderies, productrices de canons, à la fin du XVe siècle. L'orfèvrerie et le travail de l'argent écossais, renommés par la suite, apparaissent également vers cette période. Néanmoins, les principales exportations du pays restent des matières premières non transformées : laine, peaux, sel, poissons, animaux et charbon. Les exportations de peaux et de saumons, où la qualité écossaise fait la différence par rapport à leurs concurrents, ne semblent pas avoir connu le même déclin que celle de la laine dans le contexte du marasme économique européen qui suit la Peste noire.
La demande croissante de biens de luxe parmi les classes supérieures (la cour, les seigneurs, le haut clergé et les marchands les plus riches) donne lieu à une pénurie chronique de lingots dans la mesure où ces biens doivent être en grande partie importés. Ce facteur, auxquels s'ajoutent les problèmes récurrents des finances royales, donne lieu à plusieurs dévaluations de la monnaie écossaise : la valeur en argent d'un penny est réduite de près de quatre cinquièmes entre la fin du XIVe siècle et la fin du XVe siècle. Les émissions fortement dévaluées introduites en 1480 sont surnommées « l'argent noir » ; elles doivent être retirées de la circulation deux ans plus tard, après avoir peut-être contribué à alimenter une crise financière et politique.

## Société

### Familles et clans
La famille constitue le lien social fondamental de la société écossaise du Moyen Âge tardif. La succession est agnatique et l'appartenance à un groupe 
se définit par la descendance d'un ancêtre commun (parfois fictif), ce qui est souvent reflété dans le Sud par un nom de famille commun. 
Contrairement à l'Angleterre, où la succession est majoritairement cognatique (par les hommes et les femmes), les femmes conservent leur nom de famille de naissance lorsqu'elles se marient. Les mariages ne sont pas conçus pour forger de nouveaux liens de parenté, mais plutôt des rapports amicaux entre deux familles distinctes. Partager le même nom de famille est considéré comme un « test de parenté », ce qui augmente le nombre de personnes à qui un individu en difficulté peut demander de l'aide. Les faides, conflits de vengeance entre familles, peuvent ainsi impliquer davantage d'adversaires, sans compter les querelles entre membres d'une même famille
[réf. souhaitée].
La combinaison de la succession agnatique et du système d'obligations féodales pourrait avoir donné naissance au système des clans, attesté dans les Highlands à partir du XIIIe siècle
[réf. souhaitée]. Les noms de famille sont peu répandus dans la région jusqu'aux XVIIe et XVIIIe siècles ; au Moyen Âge, les membres d'un clan ne partagent pas tous le même nom de famille, et la plupart des membres ordinaires ne sont même pas de la famille du chef de clan
[réf. souhaitée]. Ce chef est généralement à l'origine l'homme le plus puissant de la branche principale du clan, mais la primogéniture se répand progressivement et c'est de plus en plus le fils aîné du précédent chef qui hérite de son titre
[réf. souhaitée]. Les principales familles d'un clan forment le fine, une classe plus ou moins équivalente aux gentilshommes des Lowlands, qui fournit des conseillers en temps de paix et des généraux en temps de guerre
[réf. souhaitée]. Ils sont situés au-dessus des daoine usisle ou tacksmen (en), classe dont les membres assurent l'intendance des terres du clan et perçoivent les loyers
[réf. souhaitée]. Les Hébrides et le littoral occidental possèdent également des buannachann, une caste militaire chargée de défendre les terres du clans contre les raids ou, au contraire, d'attaquer les clans ennemis. La majorité des membres d'un clan sont des fermiers qui mettent leur travail au service des chefs du clan et servent à l'occasion comme soldats. Ces fermiers adoptent le nom du clan comme nom de famille au début de l'ère moderne, faisant du clan une immense (quoique partiellement fictive) famille
[réf. souhaitée].

### Structure sociale
La terminologie employée pour décrire les classes sociales en Écosse provient de plus en plus du scots et se rapproche par conséquent de celle employée en Angleterre. La prise de conscience de l'importance du statut social est reflétée dans l'armée et (à partir de 1430) par le droit, avec la promulgation de lois décrétant le type d'armes et de vêtements que peuvent porter les représentants de chaque classe.
Le roi est au sommet de la pyramide sociale, juste au-dessus d'un petit nombre de ducs (le plus souvent des membres de la famille proche du roi) et de comtes qui forment la haute noblesse. En-dessous se trouvent les barons et, à partir des années 1440, les Lords of Parliament (en), le rang le plus bas de la noblesse, qui confère le droit de siéger au Parlement. Leur nombre oscille peut-être entre 40 et 60 au cours de cette période. Les membres de cette noblesse peuvent également prétendre au titre de chevalier, en particulier s'ils ont rendu service à la couronne dans le domaine militaire ou civil
[réf. souhaitée].
Ensuite viennent les lairds, qui correspondent à peu près aux gentilshommes anglais. Ils sont pour la plupart au service de la haute noblesse, en termes de terres ou de service militaire. La moitié partagent le nom de famille et un lien de parenté distant et incertain avec leur suzerain[réf. souhaitée]. Le servage disparaît au XIVe siècle, mais le système des courts baron permet aux propriétaires terriens de conserver une emprise solide sur les fermiers qui exploitent leurs terres[réf. souhaitée].
Les lords et lairds surplombent une série de classes vaguement définies, dont les yeomen ou « lairds à bonnet », souvent de grands propriétaires terriens, puis les husbandmen, d'autres propriétaires de moindre importance et les paysans libres qui constituent la majorité de la population active. Dans les burghs, ce sont les marchands les plus riches qui occupent le sommet de la pyramide sociale ; ils détiennent souvent des offices locaux tels que burgess, alderman, bailli ou membre du conseil municipal. Il arrive à la fin du Moyen Âge tardif que le roi confère le titre de chevalier aux bourgeois l'ayant bien servi, mais il semble s'agir d'une forme particulière de chevalerie civique, distincte de la chevalerie ordinaire[réf. souhaitée]. Ensuite viennent les artisans et ouvriers qui constituent l'essentiel de la population des villes.

### Conflits sociaux
Cette période est marquée par de nombreux conflits sociaux dans les villes entre les grands marchands et les artisans. Les premiers s'efforcent d'empêcher les seconds et leurs guildes d'empiéter sur leur commerce, leurs monopoles et leur pouvoir politique. Les artisans cherchent quant à eux à s'imposer dans des domaines contestés en fixant les prix et les standards de leur travail. Au XVe siècle, une série de statuts assure la position politique des marchands en limitant la capacité des citadins à influer sur la composition des conseils municipaux, ainsi qu'une bonne partie des fonctions de régulation endossées par les baillis.
En revanche, les sociétés rurales ne connaissent pas de grand mouvement de révolte similaire à la Jacquerie de 1358 en France ou à la Révolte des paysans de 1381 en Angleterre. L'Écosse se distingue de ces deux pays par la quasi-absence d'évolution dans la pratique de l'agriculture susceptible de faire naître une colère largement partagée parmi les paysans, comme le mouvement des enclosures. Les paysans se montrent en fait prêts à soutenir leurs supérieurs dans leurs conflits, en échange de quoi les propriétaires font preuve de charité et de soutien à leur égard. Les Highlands et les Borders ont la réputation d'être des régions de non-droit, notamment à cause de la pratique de la faide, mais des recherches récentes ont souligné le rôle de la faide dans la prévention et la résolution rapide des conflits grâce aux mécanismes de l'arbitrage forcé et de la compensation.

## Gouvernement

### La couronne
La couronne est au cœur du gouvernement de l'Écosse au Moyen Âge tardif. Son prestige est fondé sur une série de réussites : l'unification du royaume, la propagation des coutumes anglo-normandes, le développement du commerce avec l'Europe continentale et les victoires de Robert Bruce dans les guerres d'indépendance[réf. souhaitée]. Son autorité n'est pourtant pas unanimement reconnue au sein du royaume, qui abrite plusieurs seigneurs quasiment indépendants, et les nombreuses minorités royale du XVe siècle constituent des périodes d'affaiblissement pour le pouvoir central. Ces facteurs, auxquels s'ajoutent la pauvreté relative du royaume et l'absence de tout système d'imposition régulier, limitent le développement du gouvernement et de l'administration centrale. La cour écossaise reste fondamentalement itinérante, bien plus que son équivalent anglais : le roi voyage de château en château, principalement entre Perth et Stirling, et préside des cours de justice dans tout le royaume. Édimbourg ne commence à émerger comme capitale qu'à partir du règne de Jacques III, mais son choix d'une cour fixe s'avère particulièrement impopulaire. Au XVe siècle, la cour écossaise prend pour modèle celle des ducs de Bourgogne : l'élégance et l'étiquette deviennent des composantes essentielles de la vie culturelle et politique et s'expriment notamment par le mécénat et la construction de nouveaux palais raffinés.

### Le conseil privé
Après la couronne, l'organe de gouvernement le plus important est le conseil privé (en), qui réunit les plus proches conseillers du roi. Contrairement à son équivalent anglais, il conserve des pouvoirs législatifs et judiciaires. En règle générale, il ne comprend pas plus de dix membres. Certains sont nommés par le Parlement, notamment durant les périodes de minorité où il constitue un contrepoids à l'autorité du régent désigné. Le Conseil est réuni de manière plus ou moins permanente à partir de la fin du XVe siècle, et les archives d'époque témoignent de son rôle crucial dans la justice royale. Les grands barons du royaume sont théoriquement membres du Conseil, mais ils n'assistent quasiment jamais à ses réunions. Les membres actifs sont des membres du clergé qui se tournent vers des carrières de fonctionnaire ou d'avocat après leurs études ; ceux qui parviennent à tirer leur épingle du jeu deviennent souvent par la suite évêques ou archevêques. À la fin du XVe siècle, de plus en plus d'universitaires laïcs, souvent des avocats, font leur entrée au Conseil. Leurs services sont récompensés par de l'avancement dans la hiérarchie judiciaire, ainsi que par des terres et des titres. À partir du règne de Jacques III, le poste de chancelier est occupé de plus en plus fréquemment par des laïcs.

### Le Parlement
Le Parlement vient après la Couronne et le Conseil en termes d'importance. Ce conseil des évêques et comtes du roi devient progressivement un colloquium au rôle politique et judiciaire, une évolution achevée à la fin du XIIIe siècle[réf. souhaitée]. Aux chevaliers et aux propriétaires terriens, dont la présence est toujours plus importante au début du XIVe siècle, les commissaires des burghs s'ajoutent, probablement à partir de 1326, pour former les Trois États qui se réunissent dans diverses villes du royaume[réf. souhaitée],[réf. souhaitée]. Il acquiert des pouvoirs importants sur des questions précises (son accord est nécessaire pour lever l'impôt), ainsi qu'une influence significative dans des domaines plus larges : la justice, la politique étrangère, la guerre et les lois, qu'elles soient d'ordre politique, ecclésiastique, social ou économique. À partir du milieu du XVe siècle, les tâches législatives du Parlement sont principalement assurées par un comité, les « Lords of the Articles », nommés par les trois états pour préparer des lois qui sont ensuite présentées devant le Parlement complet afin d'être confirmées[réf. souhaitée]. Les affaires du Parlement sont également gérées par des institutions liées : le Conseil général jusqu'à la fin du XVe siècle, puis la Convention des États. Leurs prérogatives recoupent en partie celles du Parlement, mais elles ne possèdent pas la même autorité[réf. souhaitée].
Au XVe siècle, le Parlement écossais est réuni presque tous les ans, ce qui est plus fréquent que le Parlement anglais à la même époque. Il lui arrive de résister, voire de s'opposer frontalement à la politique de la Couronne, en particulier sous le règne de l'impopulaire Jacques III. Cependant, Jacques IV n'y fait quasiment plus appel à partir de 1494, après avoir écrasé les Stewart, les Douglas et autres rebelles. Cette institution aurait pu connaître le même déclin que ses équivalents dans le reste de l'Europe sans la mort prématurée du roi en 1513 et la longue régence qui s'ensuit.

### L'administration locale
Au niveau local, l'administration est assurée en partie par des seigneuries familiales traditionnelles et, de manière plus réduite, par des officiers royaux. Les anciennes seigneuries subsistent largement inchangées jusqu'au XVe siècle, avec l'ajout de deux comtés « éclatés », ceux de Douglas et de Crawford, dont les domaines sont situés en majeure partie dans les Borders et le sud-ouest. La famille Stewart acquiert progressivement le contrôle de la majorité des comtés, qui sont confisqués et rattachés à la couronne à la suite d'une série de querelles. Vers 1460, la couronne se retrouve ainsi en possession de la majeure partie des comtés et seigneuries « provinciaux ». Les grands barons du royaume ne contrôlent plus dès lors de vastes domaines d'un seul tenant, mais plutôt des terres éparpillées et parfois des régions plus étendues. Dans les Lowlands, la couronne assoit son autorité en établissant un système de shérifs et d'autres officiers qui remplacent les seigneurs à moitié indépendants. Dans les Highlands, Jacques II créée deux nouveaux comtés provinciaux pour ses favoris : Argyll pour les Campbell et Huntly (en) pour les Gordon. Ils sont censés renforcer la position royale face à la seigneurie des Îles des Macdonald. Le problème que posent ces derniers est en grande partie résolu par Jacques IV, qui annexe en 1493 les domaines et titres de John Macdonald[réf. souhaitée].

## Religion

### L'Église
Depuis qu'elle a gagné son indépendance vis-à-vis de la hiérarchie ecclésiastique anglaise en 1192, l'Église catholique écossaise est considérée comme une « fille spéciale du siège de Rome » : elle est directement placée sous l'autorité du pape et ne compte aucun archevêque métropolitain. Sa gestion est assurée par des conseils spéciaux auxquels participent tous les évêques. Parmi eux, celui de St Andrews bénéficie d'une autorité croissante et son siège finit par être élevé au rang d'archevêché en 1478 par le pape Sixte IV. Glasgow devient à son tour le siège d'un archevêché en 1492.
La pratique religieuse n'est pas dépourvue d'arrière-pensées politiques : Robert Bruce utilise le brecbennoch censé contenir les reliques de Colomba d'Iona comme étendard à la bataille de Bannockburn, et les pèlerinages de Jacques IV à Tain et à Whithorn lui offrent l'opportunité d'accroître son autorité sur le Ross et le Galloway. Une imprimerie est fondée par lettres patentes en 1507 en vue de remplacer le rite de Sarum, venu d'Angleterre, par une nouvelle liturgie écossaise. Comme dans une bonne partie de l'Europe, l'effondrement de l'autorité pontificale lors du Grand schisme d'Occident permet à la couronne écossaise de prendre le contrôle des nominations épiscopales au sein du royaume, ce que la papauté reconnaît en 1487. Les positions majeures commencent ainsi à être occupées par des clients du roi ou des membres de sa famille. En 1504, Jacques IV nomme ainsi archevêque de St Andrews son fils illégitime de 11 ans Alexandre Stuart. Ce genre de nomination accroît l'autorité royale, mais donne également lieu à des accusations de vénalité et de népotisme à l'encontre de l'Église. Cependant, la papauté entretient de bonnes relations avec la couronne écossaise la plupart du temps, Jacques IV recevant par exemple des signes de faveur.

### La pratique populaire
L'historiographie protestante traditionnelle met l'accent sur la corruption et l'impopularité de l'Église écossaise de la fin du Moyen Âge, mais des travaux plus récents remettent en question ce tableau négatif en soulignant la manière dont cette institution répond aux besoins spirituels des différentes couches de la société. Le monachisme décline durant cette période. Les abbayes accueillent en général moins de moines et la vie en communauté est abandonnée au profit d'un mode de vie plus séculier et individuel. La noblesse fonde également moins de nouvelles abbayes au XVe siècle. À l'inverse, les ordres mendiants connaissent un franc essor dans les burghs. Les frères observants sont constitués en province écossaise dès 1467, suivis dans les années 1480 par les ordres plus anciens des franciscains et des dominicains. La plupart des burghs n'ont qu'une seule église, contrairement aux bourgs anglais, mais le nombre de chapelles, prêtres et messes pour les défunts augmente rapidement en parallèle avec l'importance croissante de la doctrine du Purgatoire. Le nombre d'autels dédiés aux saints augmente lui aussi (plus de 50 dans la cathédrale Saint-Gilles d'Édimbourg), tout comme le nombre de saints vénérés en Écosse : 90 noms sont ajoutés dans le missel de l'église Saint-Nicolas d'Aberdeen. De nouveaux cultes de dévotion liés au Christ et à la Vierge atteignent également l'Écosse au XVe siècle (les Plaies du Christ, le Sang du Christ, le Nom du Christ), de même que les fêtes de la Présentation, de la Visitation et de Notre-Dame-des-Neiges.
Au début du XIVe siècle, la papauté parvient encore à limiter le pluralisme, mais le nombre de clercs détenant deux bénéfices ou plus augmente, surtout après la Peste noire, aussi bien en raison du manque de clercs que des revenus médiocres. Le clergé paroissial est issu des classes les plus pauvres et les moins éduquées, donnant lieu à des critiques sur leur compétence, sans que celle-ci paraisse réellement sur le déclin durant cette période. L'hérésie lollarde arrive en Écosse au début du XVe siècle, mais elle semble être restée un mouvement assez réduit, malgré quelques traces d'un soutien apparent aux éléments anti-sacramentaires de sa doctrine. Seuls quelques hérétiques finissent sur le bûcher.

## Culture

### Éducation

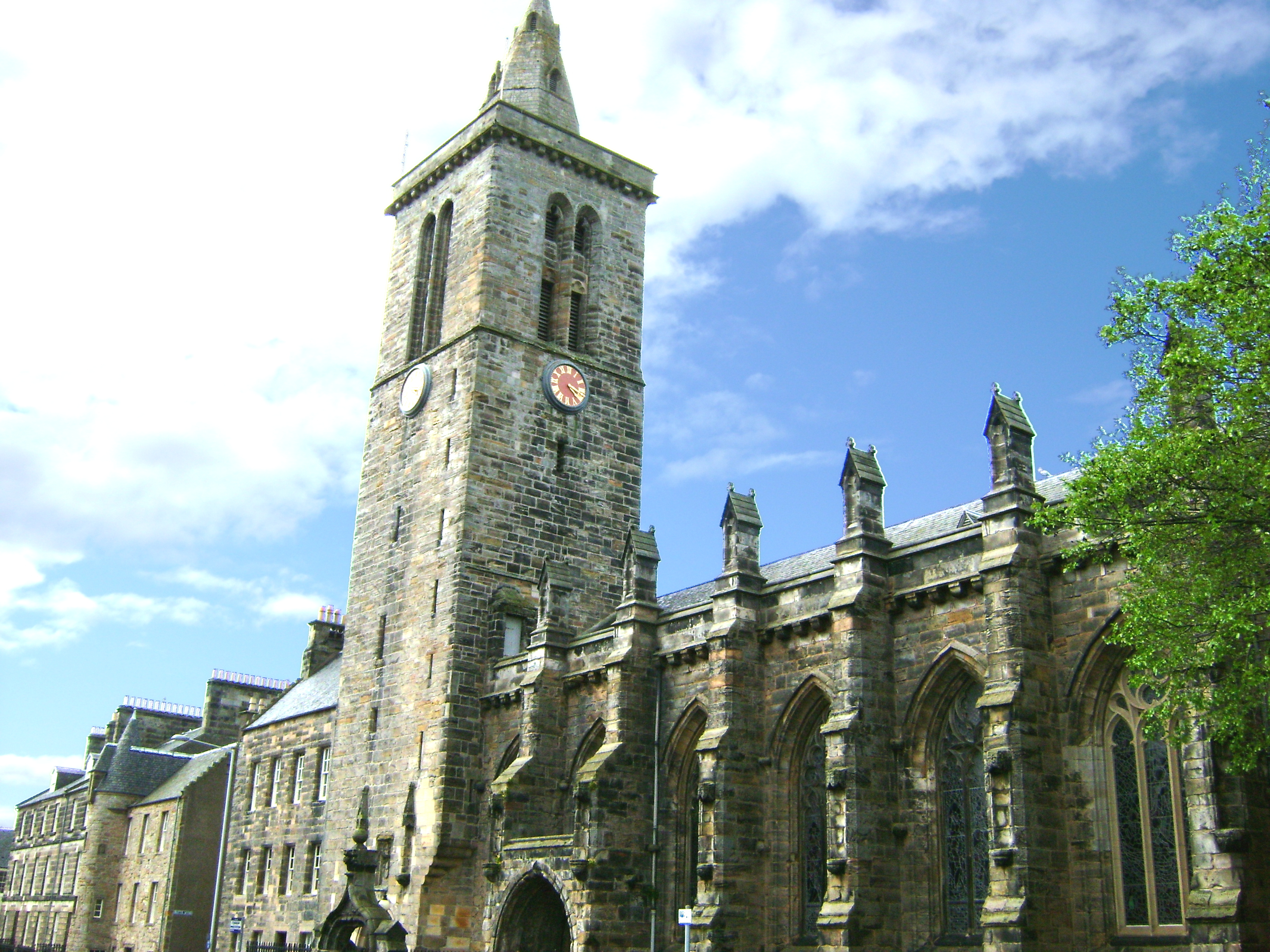
La chapelle Saint-Sauveur de l'université de St Andrews.

L'éducation dans l'Écosse médiévale est dominée par l'Église, et son objectif principal est de former des clercs. La période médiévale tardive connaît une augmentation du nombre d'établissements à visée éducative, ainsi qu'une présence accrue de laïcs en leur sein. Les familles des seigneurs et des bourgeois les plus riches ont de plus en plus recours à des précepteurs, mais on trouve également des écoles de chant dans la plupart des églises majeures, et les grammar schools sont de plus en plus nombreuses, notamment dans les burghs en pleine croissance. Ces écoles sont presque exclusivement masculines, mais Édimbourg compte également des écoles pour filles à la fin du XVe siècle. L'importance croissante de l'éducation est illustrée par l'Education Act 1496 (en), une loi qui rend obligatoire la scolarisation des fils des barons et des grands propriétaires terriens. L'alphabétisation progresse, mais principalement parmi les hommes les plus riches. À la fin du Moyen Âge tardif, le taux d'alphabétisation de la noblesse est estimé à 60 % environ.
Jusqu'au XVe siècle, il est nécessaire de se rendre en Angleterre ou sur le continent pour suivre des cours à l'université, mais cette situation change avec la fondation des premières universités écossaises : St Andrews en 1413, Glasgow en 1451 et Aberdeen en 1495. D'abord destinées aux clercs, elles accueillent un nombre toujours croissant de laïcs désireux de mettre un terme au monopole clérical sur l'administration, le gouvernement et le droit. Les érudits écossais continuent cependant à voyager en Europe pour poursuivre leurs études. Ces contacts internationaux permettent la diffusion des idées humanistes en Écosse.

### Arts

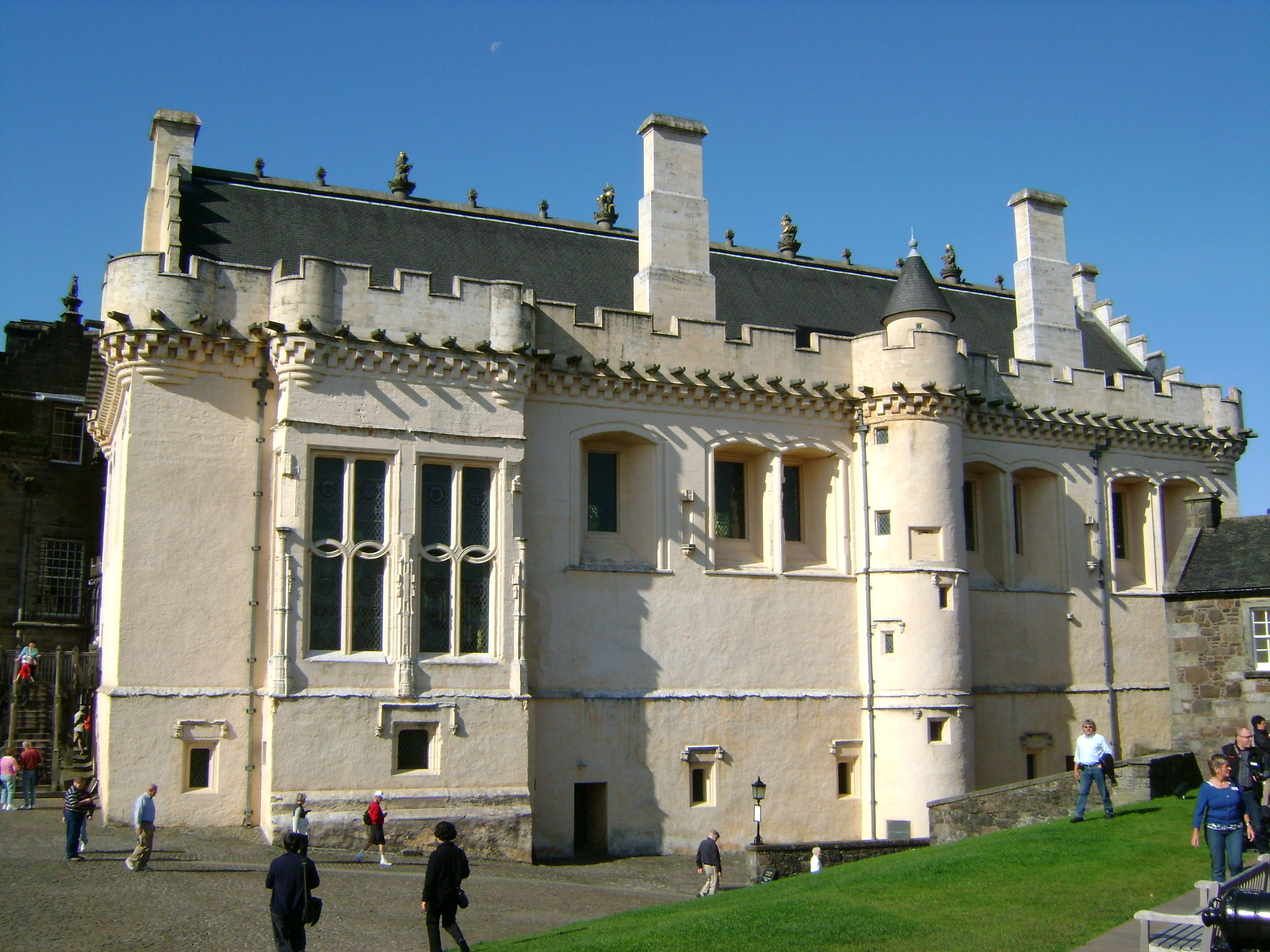
Le grand hall du château de Stirling, construit sous le règne de Jacques IV.

Contrairement à l'Angleterre, où les classes aisées abandonnent les châteaux au profit de manoirs plus confortables, l'Écosse continue à voir de nouveaux châteaux être fondés et ce jusqu'à l'époque contemporaine, où l'on parle de style seigneurial écossais. Les bâtiments de la période médiévale tardive, souvent à visée défensive (maisons-tours), se caractérisent par leurs tours à corbeaux et leurs pignons à gradins, un style qui est pour la première fois purement écossais[réf. souhaitée]. Plusieurs palais royaux sont construits dans ce style, à Linlithgow, à Holyrood et à Falkland, tandis que le château de Stirling est reconstruit suivant le même modèle. Ils présentent tous des éléments architecturaux venus d'Europe continentale (principalement de France et des Pays-Bas), mais adaptés à la mode et aux matériaux écossais[réf. souhaitée]. L'influence continentale est également visible dans des bâtiments plus modestes, comme la tour occidentale de l'église paroissiale Sainte-Marie de Dundee ou le poste de péage de Dunbar[réf. souhaitée].
Dans l'ensemble, les églises paroissiales écossaises sont beaucoup moins complexes que leurs équivalents anglais. Beaucoup d'entre elles sont de simples salles oblongues, sans transept et sans collatéraux. Dans les Highlands, elles sont si simples qu'il est parfois impossible de les distinguer des bâtiments profanes[réf. souhaitée]. Néanmoins, l'Écosse n'est dans ce domaine pas non plus isolée des modes continentales. Le maître maçon français John Morrow dirige la construction de la cathédrale de Glasgow et de l'abbaye de Melrose dans le style gothique. La décoration intérieure est plus riche avant la Réforme, avec notamment des tabernacles richement décorés dont des exemples subsistent à Deskford et à Kinkell[réf. souhaitée]. Les sculptures de la chapelle de Rosslyn sur le thème des sept péchés capitaux, produites au milieu du XVe siècle, comptent parmi les meilleurs représentants du style gothique. De nombreuses églises écossaises du Moyen Âge tardif abritent également des monuments funéraires recherchés, comme les tombes des Douglas dans la ville de Douglas[réf. souhaitée].
On connaît peu d'artistes écossais du Moyen Âge tardif. Il est possible que les rois posent pour des portraits servant ensuite de modèles pour des copies, comme leurs pairs anglais, mais les versions qui subsistent sont dans l'ensemble médiocres comparés à ce qui se fait en Europe continentale à la même époque. Les travaux d'artistes continentaux invités en Écosse sont nettement plus remarquables, en particulier ceux qui viennent des Pays-Bas, la capitale de la peinture de la Renaissance nordique. On peut citer la lampe de l'église Saint-Jean de Perth, le tabernacle et les images de sainte Catherine et saint Jean apportés à Dunkeld et les vêtements liturgiques de Holyrood. Dans les arts picturaux, les exemples les plus significatifs sont le Retable de la Trinité de Hugo van der Goes, commandité par le roi Jacques III et les Heures de Jacques IV d'Écosse réalisées par le maître de Jacques IV d'Écosse.

### Littérature

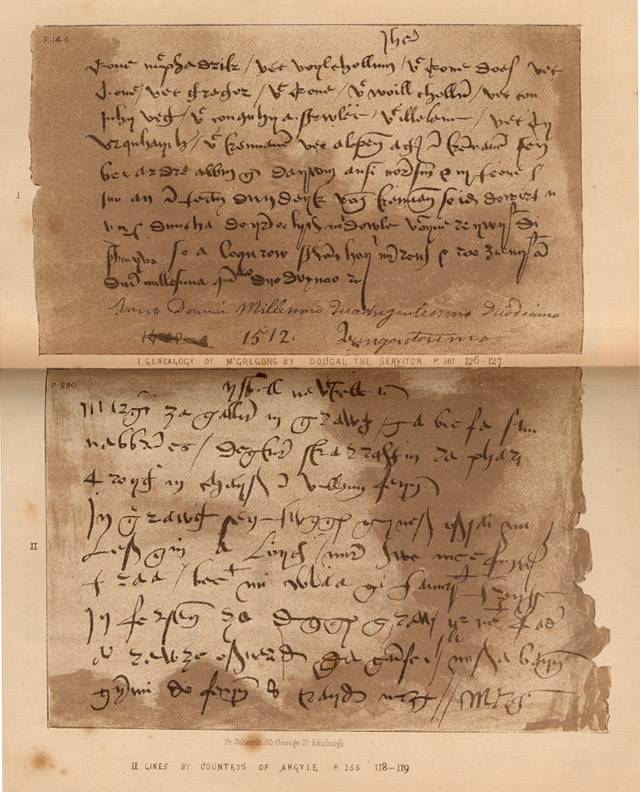
Deux pages du Leabhar Deathan Lios Mòir.

C'est au Moyen Âge tardif que le scots devient la langue de l'administration et des élites et qu'il commence à s'étendre dans les Highlands au détriment du gaélique. Le moyen scots, fréquemment appelé « anglais » durant cette période, est issu en grande partie du vieil anglais, avec des apports du gaélique et du français. D'abord similaire aux dialectes anglais du Nord de l'Angleterre, il s'en distingue à partir de la fin du XIVe siècle. C'est la langue la plus répandue dans les Lowlands et les Borders depuis l'arrivée des colons anglo-saxons au Ve siècle, mais elle commence à être adoptée par les élites lorsque ces dernières délaissent le français à la fin du Moyen Âge. Au XVe siècle, le scots est devenu la langue du gouvernement : les lois, les minutes des conseils et les livres de comptes sont presque systématiquement rédigés en scots à partir du règne de Jacques Ier. Le gaélique, jusqu'alors la langue dominante au nord de la Tay, commence alors à décliner.
Le gaélique est la langue de la tradition bardique, mécanisme de transmission de la culture orale de génération en génération. Les écoles bardiques enseignent les règles complexes de la versification gaélique. Dans cette société analphabète, elles jouent un rôle de dépôt du savoir : histoires et chansons, mais aussi généalogies et médecine. On en trouve à la cour des grands seigneurs et chez les chefs des Highlands au début du Moyen Âge tardif. La tradition bardique n'est pas complètement isolée des modes étrangères : elle subit l'influence des chansons d'amours européennes et des manuscrits médicaux du sud de l'Europe traduits du latin. Elle commence à son tour à se manifester à l'écrit avec le Leabhar Deathan Lios Mòir, une grande compilation de poésie gaélique réalisée au début du XVIe siècle par les frères Seumas et Donnchadh MacGriogair. Cependant, à partir du XVe siècle, les écrivains des Lowlands commencent à considérer le gaélique comme une langue de seconde zone, rustique ou même comique, ce qui contribue à créer une faille culturelle entre les deux régions.

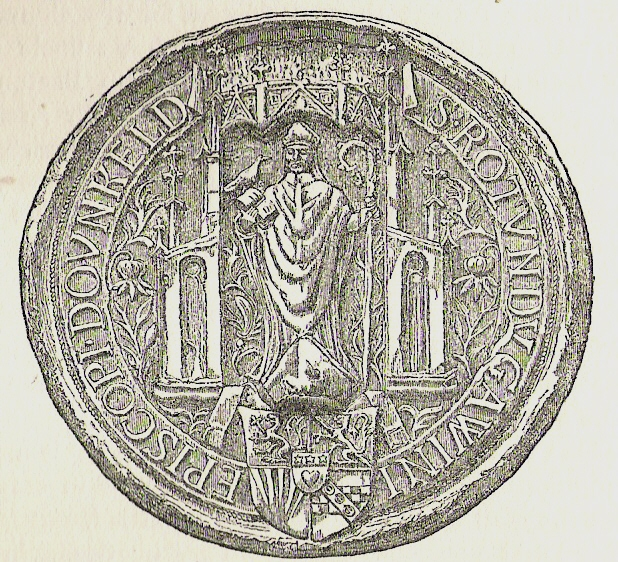
Le sceau de l'évêque poète Gavin Douglas.

Des deux langues, c'est le scots qui devient la langue de la littérature nationale écossaise, dont le premier texte majeur est le Brus de John Barbour, un poème célébrant les succès de Robert Bruce. Rédigé à la demande de Robert II vers 1375, ce poème devient rapidement très populaire parmi la noblesse de langue scots. Il est suivi au XVe siècle par d'autres textes à vocation historique et romanesque (probablement inspirés de traductions de romans de chevalerie français) : l'Orygynale Cronykil of Scotland (en) d'Andrew Wyntoun et The Wallace de Harry l'Aveugle. La littérature de cette époque est principalement l'œuvre de makars, des poètes liés à la cour royale. L'un d'eux n'est autre que le roi Jacques Ier lui-même, auteur du poème The Kingis Quair (en). La plupart des makars ont fait des études universitaires et sont donc également liés à l'Église, mais la Lament for the Makaris (en) de William Dunbar prouve l'existence d'une tradition littéraire séculière, indépendante de la couronne comme de l'Église, qui n'a quasiment pas survécu. Les principaux makars de la période précédant l'introduction de l'imprimerie en Écosse sont Robert Henryson, William Dunbar, Walter Kennedy (en) et Gavin Douglas.
L'écriture en prose se développe à partir de la fin du XVe siècle. Bien qu'il subsiste quelques fragments antérieurs, comme la Chronique d'Auchinleck, les premiers textes en prose originaux et complets, parmi lesquels The Meroure of Wyssdome de John Ireland (en), datent de cette période. Plusieurs traductions de livres de chevalerie français produites dans les années 1450 subsistent également, comme The Book of the Law of Armys et The Order of Knychthode, de même que celle du traité arabe Secretum secretorum censé reproduire les conseils d'Aristote à Alexandre le Grand. Un texte fondamental de cette période est l'Eneados (en), la traduction de l'Énéide en moyen scots achevée par Gavin Douglas en 1513, à la fin du règne de Jacques IV.

### Musique
Comme l'Irlande et le pays de Galles, l'Écosse possède des bardes. Ces musiciens, qui s'accompagnent souvent à la harpe, jouent également le rôle de poètes, d'historiens, de généalogistes et d'avocats en s'appuyant sur une tradition orale passée de génération en génération. Leur présence est attestée à la cour des rois écossais tout au long de la période médiévale[réf. souhaitée].
La musique sacrée écossaise de la fin du Moyen Âge est marquée par l'influence croissante des évolutions continentales, avec des personnes comme Simon Tailler, un musicologue du XIIIe siècle qui introduit plusieurs réformes en Écosse après avoir étudié à Paris[réf. souhaitée]. Les recueils de musique écossais, comme le manuscrit du XIIIe siècle Wolfenbüttel 677 (lié à St Andrews), sont principalement constitués de compositions françaises, mais dans un style clairement local[réf. souhaitée].
Durant sa captivité en Angleterre, de 1406 à 1423, Jacques Ier acquiert une réputation de poète et compositeur. Il est possible qu'il ait ramené en Écosse des musiciens et des modes d'Angleterre et d'Europe continentale après sa libération[réf. souhaitée]. À la fin du XVe siècle, plusieurs musiciens écossais font leurs armes aux Pays-Bas avant de rentrer au pays, parmi lesquels John Broune, Thomas Inglis et John Fety. Ce dernier devient le maître de l'école de chant d'Aberdeen, puis de celle d'Édimbourg, et introduit en Écosse le jeu d'orgue à cinq doigts, une nouveauté continentale. En 1501, Jacques IV refonde la chapelle royale au château de Stirling avec un nouveau chœur, plus grand, et elle devient le cœur de la musique sacrée écossaise. Les influences bourguignonnes et anglaises sont probablement plus fortes après le mariage du roi avec Marguerite Tudor en 1503[réf. souhaitée].